# Över Stilla havet
Över Stilla havet, amerikansk film från 1942 regisserad av John Huston.

## Handling
Rick Leland avskedas av försvaret efter en stöld och tar båten till Panama för att hitta ett nytt jobb. Med på båten finns några udda typer. Dr Lorenz är en amerikan som bott i Östasien i 30 år samt unga Alberta som Rick förälskar sig i. Han upptäcker att japanska agenter tänker spränga Panama-kanalen.

## Om filmen
Trots filmens titel utspelas inte filmen i Stilla havet utan i Panama.

## Medverkande
- Humphrey Bogart - Rick Leland
- Mary Astor - Alberta Marlow
- Sydney Greenstreet - Doktor Lorenz
- Charles Halton - A.V. Smith
- Victor Sen Yung - Joe Totsuiko
- Roland Got - Sugi
- Lee Tung Foo - Sam Wing On
- Frank Wilcox - Kapten Morrison
- Paul Stanton - Överste Hart